# Black Adam (film)
A Black Adam 2022-ben bemutatott amerikai szuperhősfilm, amely a DC Comics azonos nevű karakterén alapul. Gyártója a New Line Cinema, a DC Films, a Seven Bucks Productions és a FlynnPictureCo., forgalmazója a Warner Bros. Pictures. A filmet Jaume Collet-Serra rendezte Adam Sztykiel, Rory Haines és Sohrab Noshirvani forgatókönyve alapján. A főszerepben Dwayne Johnson, Noah Centineo, Aldis Hodge, Sarah Shahi, Quintessa Swindell és Pierce Brosnan látható.
A Shazam! (2019) spin-offja, a DC Extended Universe (DCEU) tizenegyedik filmje. Johnson ragaszkodott a Shazam!hoz a fejlesztés korai szakaszában, és megerősítette, hogy 2014 szeptemberében a gonosz Black Adam-et fogja alakítani. A producerek úgy döntöttek, 2017 januárjában saját filmet adnak a karakternek, és Sztykielt még abban az októberben felvették. Collet-Serra 2019 júniusában csatlakozott a tervezett megjelenési dátumhoz 2021 decemberében, de ezt az ütemtervet késleltette a COVID-19 világjárvány. A következő évben további szereposztásra került sor, többek között az Amerikai Igazságügyi Társaság (JSA) tagjai számára, a forgatókönyvet pedig Haines és Noshirvani írta újra. A forgatás 2021 áprilisa és augusztusa között zajlott a Georgia állambeli Atlantában és Los Angelesben.
A film 2022. október 21-én jelent meg az Amerikai Egyesült Államokban, míg Magyarországon egy nappal előbb, 2022. október 20-án.

## Cselekmény
Kr. e. 2600-ban Kahndaq zsarnoki uralkodója, Ahk-Ton létrehozza Szábbák koronáját, hogy nagyobb hatalomra tegyen szert. Miután megpróbált egy lázadást szítani, egy fiatal rabszolga megkapja Shazam erejét a Varázslók Tanácsa által, így ő válik Kahndaq hősies bajnokává, aki megöli Ahk-Ton-t és véget vet rémuralmának.
Napjainkban Kahndaq lakóit az Intergang nevű terrorszervezet tartja rettegésben, miközben egy Adrianna Tomaz nevű régész és ellenálló harcos Szábbák koronáját keresi testvére, Karim, valamint két kollégája, Samir és Ishmael segítségével. Amikor rálelnek a koronára, az Intergang rájuk támad és megöli Samir-t. Emiatt Adrianna felolvas egy varázsigét, mely felébreszti Teth-Adam-et, akiről azt hiszi, hogy ő Kahndaq bajnoka. Mialatt Adam leszámol a terroristákkal, Amanda Waller kormányügynök fenyegetésnek bélyegzi a férfit és megbízza az Amerikai Igazságügyi Társaságot (AIT), hogy tartóztassák Adam-et. Az AIT (melynek tagjai Sólyomember, Dr. Sors, Atomcsapás és Ciklon) még időben megérkeznek, hogy megakadályozzák Adam-et abban, hogy még több felfordulást okozzon és elmagyarázzák Adriannának, hogy Adam nem egy hős, hanem egy őrült.
Ishmael felfedi, hogy valójában ő a kahndaq-i Intergang csapatok vezetője és üldözőbe veszi Adrianna tinédzser fiát, Amon-t, aki ellopta és elrejtette a koronát. Adam, Adrianna és az AIT megtalálják a koronát és azt tervezik, hogy Amon biztonságáért elcserélik azt. Majd Ishmael elárulja, hogy ő Ahk-Ton utolsó leszármazottja és a trónra pályázik. Amikor Adrianna átadja neki a koronát, Ishmael rálő Amon-ra, de Adam megmenti őt, azonban az erejével elpusztítja a rejtekhelyet, ezzel megöli Ishmael-t és megsebesíti Amon-t. Adam Ahk-Ton palotájához megy, ahol elmondja Sólyomembernek, hogy rosszul értelmezik a Kahndaq bajnokáról szóló legendákat: Igazából Adam fia, Hurut volt Kahndaq bajnoka és mivel halhatatlan volt, Ahk-Ton merénylőket bízott meg, hogy végezzenek Hurut családjával, köztük Adam-mel és Hurut anyjával. Hurut átadta az erejét Adam-nek, hogy megmentse az életét, de Ahk-Ton merénylői rögtön kivégezték az erejétől megfosztott fiút. Emiatt Adam dühében lemészárolta a király összes emberét, és akarata ellenére elpusztította Kahndaq palotáját. Később a Varázslók Tanácsa méltatlannak ítélte, Adam Shazam kivételével megölte az összes varázslót, és emiatt Shazam bebörtönözte őt Szábbák koronájával együtt.
Végül Adam megadja magát, és az AIT Waller titkos antarktikai bázisára szállítják, ahol Dr. Sorsnak látomása lesz Sólyomember haláláról. Miközben az AIT visszamegy a városba, ráeszmélnek, hogy Ishmael rávezette Adam-et arra, hogy ölje meg és így a Pokolba kerüljön és feltámadjon, mint Szábbák hat démonjának bajnoka. Miközben Szábbák rászabadítja a Pokol Légióit Kahndaq-ra, Adrianna, Amon és Karim arra buzdítják a városlakókat, hogy segítsenek nekik megvédeni az otthonukat. Az AIT összecsap Szábbákkal, de Dr. Sors egy erőteret hoz létre a romok köré, mert úgy véli, hogy az áldozatával megakadályozhatja Sólyomember halálát. Szábbák megöli Dr. Sorsot, de az utóbbinak még sikerül kiszabadítani Adam-et, aki még időben megérkezik és Sólyomember segítségével elteszi láb alól Szábbákot. Az AIT búcsút int Adam-nek, aki elfogadja Kahndaq védelmezőjének szerepét és felveszi a "Black Adam" nevet.
A stáblista utáni jelenetben Waller felkeresi Adam-et és óva inti őt, hogy ne hagyja el Kahndaq-ot. Majd felbukkan Superman, aki beszélni szeretne Adam-mel.

## Szereplők
| Szereplő                           | Színész            | Magyar hang       | Leírás |
| ---------------------------------- | ------------------ | ----------------- | --- |
| Teth-Adam / Black Adam             | Dwayne Johnson     | Galambos Péter    | Antihős Kahndaqból, akit 5000 évre bebörtönöztek. A szuperhőshöz, Shazamhoz hasonlóan különböző egyiptomi istenek erejét kapta az azonos nevű ősi varázslótól. |
| Carter Hall / Sólyomember          | Aldis Hodge        | Pál András        | Az Amerikai Igazság Társaságának vezetője. |
| Albert "Al" Rothstein / Atomcsapás | Noah Centineo      | Bogdán Gergő      | Az AIT tagja, aki képes irányítani a molekuláris szerkezetét és manipulálni a méretét és erejét.                                                               |
| Adrianna Tomaz                     | Sarah Shahi        | Szinetár Dóra     | Egyetemi tanár és ellenállási harcos Kahndaqban. |
| Ishmael Gregor/ Szábbák            | Marwan Kenzari     | Dévai Balázs      | Az Intergang bűnszervezet militáns vezetője, akit Adamnek az AIT-vel közösen kell elkapnia.                                                                    |
| Maxine Hunkel / Ciklon             | Quintessa Swindell | Pekár Adrienn     | Az AIT tagja képes irányítani a szelet és hangot generálni. |
| Amon Tomaz                         | Bodhi Sabongui     | Peregovits Dániel | Adrianna fia. |
| Kent Nelson / Doctor Sors          | Pierce Brosnan     | Kautzky Armand    | Az AIT tagja és egy régész fia, aki megtanult varázsolni, és megkapta a mágikus Sors-sisakot.                                                                  |
| Karim                              | Mohammed Amer      | Jászberényi Gábor | Adrianna testvére. |
| Samir                              | James Cusati-Moyer | Rohonyi Barnabás  | Adrianna és Karim kollégája. |
| Shazam varázsló                    | Djimon Hounsou     | Szabó Győző       | Ősi varázsló. |
| Amanda Waller                      | Viola Davis        | Kocsis Mariann    | Az Egyesült Államok magas rangú kormánytisztviselője és az ARGUS igazgatója. Több kém- és bűnüldöző szervhez is kötődik, ő az X különítmény parancsnoka.       |
| Kal-El / Clark Kent / Superman     | Henry Cavill       | Welker Gábor      | Emberfeletti képességekkel rendelkező túlélő a Kripton bolygóról, aki civilben a Daily Planet újságírója.                                                      |

## A film készítése

### Előkészítés
A New Line Cinema a 2000-es évek elején kezdte el a Shazam! játékfilm fejlesztését, amely a DC Comics Marvel Kapitány karakterén alapul. A cím a varázsló Shazamról származik, aki a hősnek adja az erejét, mivel a DC jogi problémák miatt nem használhatta a Marvel Kapitány címet. 2006 áprilisában Peter Segal szerződött a film rendezésére és még abban az évben megkeresték Dwayne Johnsont Marvel Kapitány megformálásával kapcsolatban. 2007 novemberére Johnson érdeklődött a film ellenlábasa, Black Adam iránt is, és pozitív visszajelzéseket kapott a rajongóktól, hogy esetleg ő játszhatná ezt a karaktert. 2009 januárjára a film fejlesztése szünetelt, de 2014 áprilisára újra elkezdődött, amikor a Warner Bros. (a New Line anyavállalata) és a DC elkezdte tervezni a szuperhősfilmek sorát a közös univerzumuk, a DC-moziuniverzum (DCEU) számára. Abban az augusztusban Johnson azt mondta, hogy még mindig kötődik a filmhez, de még nem döntötte el, hogy Marvel Kapitányt vagy Black Adam-et fogja-e játszani. Egy hónappal később Johnson bejelentette, hogy ő fogja alakítani Black Adam-at.
2017 januárjában Johnson találkozott a DC-s Geoff Johns-szal, hogy megvitassák a projektet, miután a stúdió vezetői aggódtak amiatt, hogy egy Johnson profiljához hasonló színészt főszereplő helyett gonosztevőként és mellékszereplőként használnak a filmben. A találkozót követően úgy döntöttek, hogy a projektet két filmre osztják: Shazam! (2019), amelynek főszereplője a hős Marvel Kapitány, akit a DC azóta átnevezett Shazamra; és Black Adam, amelyben Johnson a címszereplő antihős szerepét kapta. Johnson azt mondta, hogy a két karakter a jövőben találkozni fog a vásznon. Johns júliusban megerősítette, hogy Johnson nem fog szerepelni a Shazam! című filmben, bár a filmben az ő képmását használják a varázsló Shazam által megidézett Black Adam varázslatos hologramjához.
Adam Sztykiel-t 2017 októberében szerződtették a Black Adam forgatókönyvének megírására. Ekkor még úgy tervezték, hogy Johnson először a The Suicide Squad – Az öngyilkos osztag című filmben tűnik fel Black Adam szerepében, amelynek írójaként és lehetséges rendezőjeként Gavin O'Connor-t csatolták. A tervek szerint az Öngyilkos osztag tagjai egy tömegpusztító fegyvert követtek volna, de ezeket a terveket elvetették, amikor O'Connor 2018-ban elhagyta azt a filmet. 2018 áprilisára Sztykiel elkészült a Black Adam forgatókönyvének vázlatával, amikor Johnson elmondta, hogy lehetséges, hogy a forgatás 2019-ben kezdődik. 2018 augusztus végén Sztykiel egy újabb vázlatot adott le, és további átdolgozások zajlottak. Hiram Garcia akkor azt mondta, hogy az, hogy Shazamnak és Black Adamnek saját filmet adnak, lehetővé teszi, hogy mindkét karakter számára a legjobb filmet fejlesszék ki, és hozzátette, hogy Black Adam ábrázolását nem fogják "felpuhítani a közönség számára", kifejtve, hogy ő "nem a cserkész szuperhős, ő az a fickó, aki olyan, hogy oké, keresztbe teszel neki? Nos, letépem a fejed". Decemberben Johnson azt mondta, hogy a forgatás legkorábban 2019 végén kezdődhet meg a Jumanji – A következő szint (2019) és a Különösen veszélyes bűnözők (2019) című filmekkel kapcsolatos kötelezettségei miatt. 
A Shazam! sikeres megjelenése után a New Line számára a Black Adam lett a prioritás. 2019 júniusára Jaume Collet-Serra már tárgyalt a film rendezéséről, miután a Dzsungeltúra (2021) rendezőjeként lenyűgözte Johnsont. 2019-ben Collet-Serra a szuperhősök Piszkos Harryjeként jellemezte a Black Adamet, és azt mondta, hogy a film Johnson egy sötétebb változatát mutatja majd be a Dzsungeltúra című kalandvígjátékhoz képest. Johnson októberben elárulta, hogy a forgatás 2020 júliusában kezdődik, a következő hónapban pedig bejelentette, hogy a Black Adam a tervek szerint 2021. december 22-én kerül a mozikba. Azt is elmondta, hogy Shazam nem fog megjelenni a filmben, de az Amerikai Igazság Társaságának tagjai bemutatkoznak majd.

### Előgyártás
Johnson 2020. április közepén kijelentette, hogy a forgatás a COVID-19 világjárvány miatt késett , és most azt tervezték, hogy az adott év augusztusában vagy szeptemberében kezdik meg a gyártást. [36] Júliusra a forgatás várhatóan 2021 elején kezdődik a georgiai Atlantában, és Noah Centineo lett az Atom Smasher szerepe. Az augusztusi virtuális DC FanDome esemény során Johnson elárulta, hogy a JSA filmben szereplő változata az Atom Smasher mellett a Hawkmant, a Doctor Fatet és a Cyclone-t is tartalmazza majd. Hawkgirl eredetileg bekerült volna a csapatba, de bonyolult okból végül nem lehetett felhasználni a filmben, és a Cyclone váltotta őt le.
Rory Haines és Sohrab Noshirvani szeptemberre megírták a forgatókönyv új vázlatát, amikor Aldis Hodge -ot választották Hawkman szerepére. A következő hónapban a Warner Bros. módosította közelgő megjelenési ütemtervét a járvány miatt, így Black Adam megjelenési dátum nélkül maradt. Később, októberben Sarah Shahi csatlakozott a szereplőgárdához, mint Adrianna Tomaz. Quintessa Swindellt, mint Cyclone, decemberben jelentették be, Marwan Kenzari pedig 2021 februárjában csatlakozott a szereplőgárdához. A forgatás várhatóan még ebben az áprilisban kezdődik, [38]a díszletek építése március közepén kezdődik. Pierce Brosnan szereplését márciusban jelentették be, szerepe szerint Kent Nelson / Doktor Fate játssza. A film új megjelenési dátuma 2022. július 29.-e lett. Áprilisban James Cusati-Moyer, Bodhi Sabongui, Mo Amer és Uli Latukefu csatlakozott a szereplőgárdához. Latukefu korábban Johnsonnal dolgozott a Young Rock című sorozatban, míg Sabongui karakterét kulcsszerepként írták le a Fekete Ádám képregényekből.

### Forgatás
A fő fotózás 2021. április 10-én kezdődött a Georgia állambéli Atlantában, Lawrence Sher operatőrként dolgozott. A forgatás a kezdeti 2020 júliusi kezdethez képest késett a COVID-19 pandémia miatt. Johnson 2021. június 20-án azt mondta, hogy még három hét van hátra a forgatásból, július 15-én pedig bejelentette, hogy befejezte jeleneteit. Ezután a forgatás több hétig Johnson nélkül folytatódott Los Angelesben.

### Utómunka
Bill Westenhofer szolgál a film vizuális effektusainak felügyelőjeként, miután ezt tette a DCEU-filmnél Wonder Woman (2017) című filmjében, John Lee pedig a vágó.

## Marketing
Johnson 2020 augusztusában a virtuális DC FanDome eseményen népszerűsítette a filmet, felfedve karakterének előzetes kinézetét. Egy animációs előzetes is megjelent a filmhez, bejelentette továbbá, a JSA mely tagjai fognak megjelenni. A film új, 2022. júliusi megjelenési dátumát 2021. március 28-án jelentették be, egy másik előzetesben, melyben Johnson volt a narrátor. Az előzetest az NCAA kosárlabda regionális elődöntőjének meccse előtt sugároztak, a New York-i Times Square-en is bemutatták. Carly Lane a Collidertől izgalmasnak nevezte a Times Square-i eseményt, míg a CNETMark Serrelse azt mondta, hogy „a Times Square-en egy óriási hangszórón keresztül bömbölni” „nagyon klassz módja annak, hogy bejelentsék egy film megjelenési dátumát”. A filmet a 2021-es DC FanDome-on népszerűsítették októberben, melynek keretében Johnson felfedte a film nyitójelenetét, amelyben Fekete Ádámként mutatkozott be. Tom Reimann a Collider-től izgatott volt, hogy a film hosszú fejlesztési története után végre láthatja a felvételeket, és azt mondta a jelentrtől, hogy "olyan, mint Dwayne Johnson egy szuperhősfilmben, szóval fantasztikusan". Mind a The Wrap Ross A. Lincolnja, mind az AV Club William Hughesje kiemelte a rövid jelenet erőszakosságát, míg a felvétel hangját a Múmia franchise-hoz hasonlította . 2022 februárjában további felvételek jelentek meg a filmből a Warner Bros. előzetesének részeként.

## Folytatás
2017 áprilisában Johnson azt mondta, hogy ő és a DC azt tervezték, hogy Black Adam és Shazam egy jövőbeni közös filmben együtt szerepeljenek. Henry Cavill, aki Supermant alakítja a DCEU-ban, 2018 áprilisában azt mondta, hogy a tervek szerint Johnson Fekete Ádámja meg fog mérkőzni Supermannel egy jövőbeli DCEU-filmben, miután Black Adam és Shazam találkozik. Dany Garcia 2021 májusában kijelentette, hogy Johnson és a többi producer több Black Adam film elkészítését tervezte "hosszú távú kapcsolatuk keretében a DC-vel", Hiram Garcia pedig júliusban megismételte, hogy van lehetőség Cavill és Johnson számára. hogy egy jövőbeni projektben együtt szerepeljenek Supermanként és Black Adamként. Még abban a novemberben Hiram kifejtette, hogy már megvannak a terveik a Black Adamet és a JSA-t felvonultató folytatásokra és spin-offokra, amelyek az első film sikerétől függenek és hozzátette, hogy Shazamon és Supermanen kívül más karakterek is előkészületben vannak.